# 亮叶耳蕨
亮叶耳蕨（学名：Polystichum lanceolatum）为鳞毛蕨科耳蕨属下的一个种。

## 扩展阅读
- 維基物種上的相關：亮叶耳蕨